# Alkoholkonsumstörung
Die Alkoholkonsumstörung beschreibt eine Diagnose aus dem Umfeld des Missbrauchs von Alkohol. Sie wurde in der 5. Auflage des diagnostischen und statistischen Leitfadens psychischer Störungen (DSM-5, 2013) eingeführt und fasst 
schädlichen Konsum von Alkohol und Alkoholabhängigkeit entlang eines Kontinuums in einem Konzept zusammen.

## Kriterien
Eine Alkoholkonsumstörung wird festgestellt, wenn aus einer Liste von elf Merkmalen mindestens zwei innerhalb eines Zeitraums von 12 Monaten auftreten. Die Schwere der Störung hängt dabei von der Anzahl der festgestellten Merkmale ab (leicht – 2 bis 3; mittel – 4 bis 5; schwer – mehr als 6 Kriterien).
1. Kontrollverlust: Alkohol wird häufig in größeren Mengen als geplant konsumiert.
2. Anhaltender Wunsch, den Alkoholkonsum zu verringern oder zu kontrollieren
3. Hoher Zeitaufwand zur Beschaffung, Konsum und Erholung
4. Substanzverlangen (englisch craving)
5. Wiederholter Alkoholkonsum, der die Erfüllung wichtiger Pflichten beeinträchtigt.
6. Fortgesetzter Alkoholkonsum trotz der Verstärkung sozialer Probleme durch seine Auswirkungen
7. Wichtige Aktivitäten (Beruf, Familie, Freizeit) werden aufgrund des Alkoholkonsums eingeschränkt.
8. Wiederholter Alkoholkonsum mit der Folge einer körperlichen Gefährdung
9. Fortgesetzter Alkoholkonsum trotz Kenntnis eines körperlichen oder psychischen Problems
10. Toleranzentwicklung
11. Entzugssymptome

Eine vorliegende Alkoholkonsumstörung wird bei der Diagnose von Alkoholvergiftungen mit erfasst.

## Kritik
Die Diagnosekriterien für die Alkoholkonsumstörung bestehen aus einem Mix von zuverlässig messbaren Abhängigkeitskriterien, mit weniger eindeutig feststellbaren sozialen Konsequenzen. Zudem erfolge ein Auseinanderdriften zwischen den Diagnosen von DSM-5 mit der ICD-Kategorien der Weltgesundheitsorganisation, was sich auf die Zusammenarbeit zwischen Forschung und Praxis auswirke.
Die ab dem Jahr 2022 geltende ICD-11 Klassifikation behält die Differenzierung schädlicher Gebrauch versus Alkoholabhängigkeit bei und übernimmt nicht den Ansatz aus der DSM-5. Da in Deutschland die Anerkennung einer Alkoholkrankheit an den ICD-Schlüssel gebunden ist, könnte es sein, dass Krankenkassen die Behandlung einer leichten Alkoholkonsumstörung mit nur zwei oder drei Merkmalen, in der Frühphase der Entwicklung, nicht übernehmen.:18